# プサムテク1世
プサムテク1世（Psamtik I）はエジプト第26王朝の初代ファラオ（在位: 前664年 - 前610年）。サイス王家の当主としては5代目にあたる。古代ギリシャ読みのプサメティコス1世(PsammeticusまたはPsammetichus）の名でも知られる。アッシリアとヌビアのクシュ王国の宗主化から独立した政権を築き、土着のエジプト人による最後の繁栄の時代をもたらした。

## 生涯
サイスを治めるネコ1世の息子として生まれた。この一族はリビア系エジプト人のテフナクト1世を始祖とする第24王朝の血を引く家系であったが、ネコ1世の時代までは第24王朝を滅ぼしたヌビアの第25王朝に従属し、知事としてサイスを統治していた。しかし、オリエントで勢力を拡張し続けるアッシリアがエジプトに侵攻してきたことで大きなチャンスが到来する。
紀元前7世紀前半には既にオリエント世界最大の勢力となっていたアッシリアは、紀元前671年にエサルハドン王の下でエジプトに侵入した。第25王朝の王タハルカは戦いに敗れ根拠地であるヌビアへと追われアッシリアのエジプト支配が始まった。ネコ1世（ネカウ1世）とその息子であるプサムテク1世はアッシリアによってエジプトの太守に任命され、それぞれ「サイスの王」、「アトリビスの王」という地位を承認された。
対して、第25王朝では死去したタハルカに代わって後継者のタヌトアメンが体制を建て直し、紀元前664年に失地回復を目指して北上した。ネコ1世はアッシリアの従属王としてタヌトアメンと戦ったが敗死してしまう。ヘロドトスの『歴史』が伝えるところによれば、この時プサムテク1世もアッシリアへの亡命を余儀なくされたと言う。しかしアッシリア王アッシュールバニパルの再度の遠征で同年中にタヌトアメンが撃破されると、第25王朝はエジプトから完全に撤退し、以後再び侵攻してくることは無かった。プサムテク1世は再び王の地位を保証され、一般的にはこの時点をもって第26王朝の成立と見なされる。

### 青銅の人間
プサムテク1世の治世については、ヘロドトスの『歴史』に詳しい記録が残されている。ヘロドトスによればプサムテク1世が王位についた頃、彼は他の下エジプトの支配者達と対立し、侮辱を受けた上に沼沢地帯へと追いやられた。彼らへの報復を望んだプサムテク1世は、その方法を求めてプトの町のレートーの宣託所に使者をやったところ、「青銅の男子らが海より出現する時、報復は遂げられん。」と言う神託が下った。プサムテク1世は「青銅の人間」が自分を助けに来ると言うこの予言を不信の念を持って受け止めたが、間もなくイオニア系ギリシア人とカリア人の一隊が、略奪目的の遠征中にエジプトに漂着するという事件が起きた。彼らは上陸地点でやはり略奪を働いたが、青銅製の武具で武装していた。このような武装を見たことがなかったエジプト人は、沼沢地帯のプサムテク1世の下で、「青銅の人間が現れて平野を荒らしております。」と報告し、これを聞いたプサムテク1世は神託が実現したことを悟り、ギリシア人とカリア人達に莫大な報酬を約束して自軍に引き入れた。そして彼らの助けを得て、下エジプトの他の支配者達を撃破し、これを統一することに成功した。
ギリシア人とカリア人達はその後恩賞を受け取り、ナイル川のペルシウム支流の「陣屋」に居住させられたが、後にイアフメス2世によってメンフィスに移され、王の護衛隊とされた。そしてギリシア人達は彼らによって、その後のエジプトの歴史を知ることができたと言われる。
我々ギリシア人がプサンメティコス王以降後代にわたってエジプトに起こった事件を全て詳細に知っているのは、エジプトに定住した彼らと我々が交渉を持つに至ったからに他ならない。実際エジプト人と言語を異にする者でエジプトに永住したのは彼らが最初で、彼らが立ち退く以前に居住していた地域には船渠や住居遺跡が私の時代まで残っていた。

### アッシリアからの独立
ヘロドトスの記すプサムテク1世と下エジプトの支配者達との戦いは、アッシリアの宗主権下において行われたものであり、反アッシリア勢力の統制という面も持ち合わせていたが、ともかくも下エジプトにおける支配が確立された。その後、彼は上エジプトのテーベに対しても自らの権威を承認させることに成功した。第25王朝時代よりテーベの長官の地位にあったメンチュエムハトはプサムテク1世の娘ニトクリスが、将来「アメンの聖妻」の地位に着くことを受け入れたことが端的にそれを示している。
こうして国内における支配を確立したプサムテク1世は、新王国の行政制度を手本とした内政改革に取り掛かった。しかしその称号は古王国風のものが採用され、意識的に「過去の栄光」が追求された。こうした支配者の傾向は美術品にも強く影響し、古王国や中王国風の様式を手本とした復古的な美術様式が形成された。こうした動きは「サイス・ルネサンス」と呼ばれ、この時期に作成された彫像やレリーフの中には、時に現代の学者が古王国時代に作成されたものか第26王朝時代のものか、判別に困難を感ずるほどのものもある。
オリエントにおけるアッシリアの勢力が縮小に転じると、紀元前653年頃までにはその宗主権下から離脱し、シリア方面への勢力拡大を図った。ヘロドトスの記録によれば、プサメティコス1世はアシュドドを29年間かけて陥落させた（Fall of Ashdod）。一方でこの頃オリエントに侵入したスキタイ人がシリア地方に入ると、プサメティコス1世は「贈り物と泣き落としで」彼らの攻撃を回避したとも言う。

### アッシリアの滅亡
一方でアッシリアではアッシュールバニパル王の治世末期頃から急速に弱体化した。東方ではイラン高原を中心としたメディア が勢力を増しつつあり、紀元前625年頃までにはバビロニア総督ナボポラッサルもアッシリアに反旗を翻して独自の王国を築いた（新バビロニア）。メディアと新バビロニアは同盟を結んでアッシリアを攻撃し、これを破って首都ニネヴェを始めとした中心地帯を制圧する勢いを見せた。
プサムテク1世はこの事態に対し、かつての支配者アッシリアを助ける道を選び、紀元前616年にはシリアへ出兵して新バビロニア軍と戦戈を交えた。しかし大勢は変わらず、間もなくメディアと新バビロニアの連合軍によってアッシリアの首都ニネヴェが陥落、アッシリア貴族であったアッシュール・ウバリト2世がハランへと逃れた。
その後、プサムテク1世は紀元前610年に没し、息子のネコ2世が王位を継承した。エジプトはその後もアッシリアへの支援を続け、シリアへの再度の出兵に踏み切った。しかし新バビロニア軍との戦いに敗れ、紀元前609年にアッシリアは滅亡することになる。

## 近年の発見

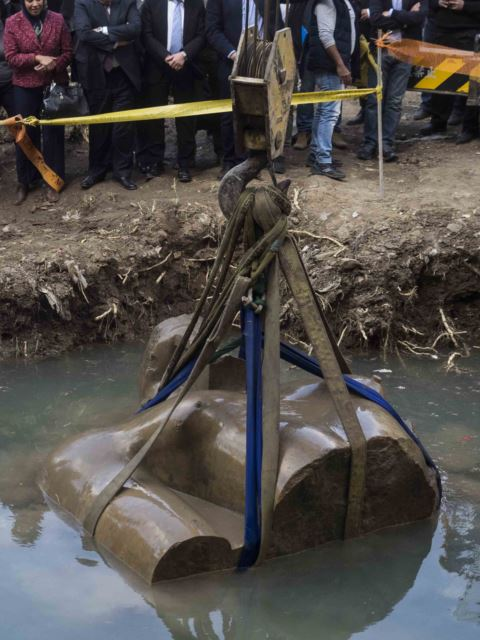
巨像の引きあげ作業

2017年3月9日、ヘリオポリスの町があったカイロ郊外の地下で、巨大な像の断片が発見され、彫像の基部に彫られた名前からプサムテク1世のものである可能性が高いと推測された。
珪岩で作られた像は胸部と頭部からなり、全身を含めた高さは約7.9メートルになると見積もられる。発見された当初は「もしこれがプサムテク1世のものなら、エジプトで発見された最も遅い時期の最大の彫像だ」と報道された。

## 注
1. ↑  『歴史』第2巻150節 - 152節。以下『歴史』の記述を多用するが、ヘロドトスの叙述がどの程度信頼できるかについては議論があり、単純に全てを史実であるとすることはできない
2. ↑  『歴史』第2巻154節
3. ↑  無論、当時のエジプト人が意識するとしないとに関わらず、活発な対外交渉の結果として異文化の影響も著しかった。
4. ↑  『歴史』第2巻157節
5. ↑  『歴史』第1巻105節
6. ↑  メディア人はペルシア人などと同じくインド・ヨーロッパ語族の言語を話した人々。メディア人に関する歴史も、ヘロドトスの記録が中心となる。
7. ↑  カルデア王国とも言う。新バビロニアと言う呼称は、紀元前18世紀頃の古バビロニアと区別した呼称である。